# Oligodon annamensis
Oligodon annamensis là một loài rắn trong họ Rắn nước. Loài này được Leviton mô tả khoa học đầu tiên năm 1953.